# No Strings Attached
No Strings Attached (с англ. — «Никаких обязательств») — второй студийный альбом американской поп-группы *NSYNC 2000 года. Всего за первую неделю альбом был продан тиражом 2,4 млн копий; этот был побит в 2015 году певицей Адель и её альбомом 25.
В 2015 году Billboard назвал альбом No Strings Attached вторым самым продаваемым за первую декаду века (после сборника Beatles) с продажами 11,113 миллионов копий.

## История
Название альбома намекает на марионеток и идею независимости, которую группа заработала после юридической битвы между её тогдашним руководством. Группа подписывала контракт с Trans Continental Management с Bertelsmann Music Group (BMG) в Германии из-за ранее существовавшей сделки, а её права на распространение в США были автоматически куплены RCA. В 1999 году группа подала в суд на Trans Continental и финансиста Лу Перлмана из-за незаконной корпоративной практики. Они ссылались на то, что Перлман обманул их. По данным канала MTV, группа зарабатывала более пятидесяти процентов от доходов, а Перлман обещал платить им только одну шестую часть прибыли.
12 октября 1999 года Trans Continental вместе с материнской компанией RCA, BMG Entertainment, подали иск на сумму 195 миллионов долларов в федеральный суд, чтобы запретить группе переходить в Jive и выступать или записываться под своим нынешним именем, а также заставить их вернуть мастер-копии, записанные в 1999 году при подготовке их второго альбома.
В итоге группа разорвала свой контракт с Trans Continental и перешла на лейбл Jive Records, в который входили такие артисты, как Backstreet Boys и Бритни Спирс. Лейбл потребовал, чтобы альбом был распродан в марте, что заставило Перлмана и BMG подать иск о нарушении контракта на 150 миллионов долларов и судебный запрет остановить их. Группа подала встречный иск в ответ, а член группы Джейси Шазе назвал Перлмана «бессовестным, жадным и искушенным бизнесменом, который выдавал себя за бескорыстного, любящего отца и воспользовался их доверием». Судья Энн Конвей отклонила судебный запрет Перлмана и BMG, заявив, что «ответчики подняли серьёзные вопросы о мистере Перлмане и его делах».
Название альбома было придумано участником группы Крисом Киркпатриком во время поездки в Лондон, где они были вдохновлены песней Пиноккио «I’ve Got No Strings». Он сказал, что название и обложка альбома имеют для них личное значение. По его словам, альбом был написан таким образом, чтобы показать, что они чувствовали себя марионетками, запутавшимися в нитях.

## Критика
| Оценки критиков               | Оценки критиков |
| Источник                      | Оценка          |
| ----------------------------- | --------------- |
| AllMusic                      | [ 10 ]          |
| Christgau's Consumer Guide    | [ 11 ]          |
| Entertainment Weekly          | C−              |
| The Rolling Stone Album Guide | [ 13 ]          |
| Sputnikmusic                  | 3/5             |

Дэвид Браун из Entertainment Weekly дал альбому оценку С, заявив, что он переполнен треками, «явно состряпанными с учётом концертной сцены». Далее он раскритиковал песни как «синтетические фанковые зрелища». Он, однако, добавил, что лучшие выступления группы на альбоме появляются только тогда, когда они отбрасывают притворство. Критика Брауна была плохо воспринята поклонниками группы. Один поклонник в своем письме в Entertainment Weekly посчитал, что рецензия Брауна на альбом была совершенно несправедливой. Будучи старшим редактором AllMusic, Стивен Томас Эрлевайн писал, что группа может звучать так же, как и всегда для критиков, но признал, что это обесценивает их предыдущую пластинку. Он дал альбому 4 звезды, заявив, что он «отрывается от стандартной формулы танцевальной поп-музыки».
В преддверии 43-й ежегодной премии Грэмми этот альбом принес группе номинацию в категории Лучший поп-вокальный альбом. В 2000 году на церемонии Billboard Music Awards альбом принёс группе четыре награды, в том числе в таких категориях, как «Альбом года» и «Топ-40 артистов года».

## Список композиций
| №                   | Название                                                         | Автор(ы)                                                                                          | Producer(s)                        | Длительность |
| ------------------- | ---------------------------------------------------------------- | ------------------------------------------------------------------------------------------------- | ---------------------------------- | ------------ |
| 1.                  | «Bye Bye Bye»                                                    | Kristian Lundin Jake Schulze Andreas Carlsson                                                     | Lundin Schulze                     | 3:19         |
| 2.                  | «It's Gonna Be Me»                                               | Max Martin Rami Yacoub Carlsson                                                                   | Yacoub                             | 3:11         |
| 3.                  | «Space Cowboy (Yippie-Yi-Yay)» (featuring Lisa "Left Eye" Lopes) | JC Chasez Alex Greggs Bradley Daymond Lisa Lopes Inga Willis                                      | Chasez Riprock 'n' Alex G          | 4:21         |
| 4.                  | «Just Got Paid»                                                  | Teddy Riley Gene Griffin Aaron Hall Johnny Kemp                                                   | Riley                              | 4:08         |
| 5.                  | «It Makes Me Ill»                                                | Kevin Briggs Kandi                                                                                | She'kspere Kandi [a]               | 3:26         |
| 6.                  | «This I Promise You»                                             | Richard Marx                                                                                      | Marx                               | 4:43         |
| 7.                  | «No Strings Attached»                                            | Chasez Greggs Daymond                                                                             | Chasez Riprock 'n' Alex G          | 3:50         |
| 8.                  | «Digital Get Down»                                               | Chasez David Nicoll                                                                               | Renn Riprock 'n' Alex G            | 4:23         |
| 9.                  | «Bringin' da Noise»                                              | Chasez Renn                                                                                       | Renn Riprock 'n' Alex G Chasez [b] | 3:30         |
| 10.                 | «That's When I'll Stop Loving You»                               | Diane Warren                                                                                      | Guy Roche                          | 4:50         |
| 11.                 | «I'll Be Good for You»                                           | Justin Timberlake Kevin "K-Toonz" Antunes Theodore Pendergrass Reginald Calloway Vincent Calloway | Timberlake Antunes                 | 3:56         |
| 12.                 | «I Thought She Knew»                                             | Robin Wiley                                                                                       | Wiley                              | 3:20         |
| Общая длительность: | Общая длительность:                                              | Общая длительность:                                                                               | Общая длительность:                | 46:07        |

| №                   | Название                                                         | Автор(ы)                                              | Producer(s)                       | Длительность |
| ------------------- | ---------------------------------------------------------------- | ----------------------------------------------------- | --------------------------------- | ------------ |
| 1.                  | «Bye Bye Bye»                                                    | Lundin Schulze Carlsson                               | Lundin Schulze                    | 3:19         |
| 2.                  | «It's Gonna Be Me»                                               | Martin Rami Carlsson                                  | Rami                              | 3:11         |
| 3.                  | «Space Cowboy (Yippie-Yi-Yay)» (featuring Lisa "Left Eye" Lopes) | Chasez Greggs Daymond Lopes Willis                    | Chasez Riprock 'n' Alex G         | 4:21         |
| 4.                  | «Just Got Paid»                                                  | Riley Griffin Hall Kemp                               | Riley                             | 4:08         |
| 5.                  | «It Makes Me Ill»                                                | Briggs Kandi                                          | She'kspere Kandi [a]              | 3:26         |
| 6.                  | «This I Promise You»                                             | Marx                                                  | Marx                              | 4:43         |
| 7.                  | «No Strings Attached»                                            | Chasez Greggs Daymond                                 | Chasez Riprock 'n' Alex G         | 3:50         |
| 8.                  | «Digital Get Down»                                               | Chasez Nicoll                                         | Renn Riprock 'n' Alex G           | 4:23         |
| 9.                  | «I'll Never Stop»                                                | Lundin Martin Alexander Kronlund                      | Lundin                            | 3:26         |
| 10.                 | «Bringin' da Noise»                                              | Chasez Renn                                           | Renn Riprock 'n' Alex G Chaez [b] | 3:30         |
| 11.                 | «That's When I'll Stop Loving You»                               | Warren                                                | Roche                             | 4:50         |
| 12.                 | «I'll Be Good for You»                                           | Timberlake Antunes Pendergrass R. Calloway V.Calloway | Timberlake Antunes                | 3:56         |
| 13.                 | «If I'm Not the One»                                             | Fredrik Thomander Anders Wikstrom                     | Gary Carolla Peter Ries           | 3:21         |
| 14.                 | «I Thought She Knew»                                             | Robin Wiley                                           | Wiley                             | 3:20         |
| Общая длительность: | Общая длительность:                                              | Общая длительность:                                   | Общая длительность:               | 52:54        |

| №                   | Название                       | Автор(ы)            | Producer(s)         | Длительность |
| ------------------- | ------------------------------ | ------------------- | ------------------- | ------------ |
| 15.                 | «Could It Be You»              | Skinner Renn        | Renn                | 3:41         |
| 16.                 | «This Is Where the Party's At» | Skinner Renn        | Renn                | 3:39         |
| Общая длительность: | Общая длительность:            | Общая длительность: | Общая длительность: | 60:14        |

| №                   | Название                             | Автор(ы)                   | Producer(s)         | Длительность |
| ------------------- | ------------------------------------ | -------------------------- | ------------------- | ------------ |
| 13.                 | «I'll Never Stop»                    | Lundin Martin Kronlund     | Lundin              | 3:26         |
| 14.                 | «If Only in Heaven's Eyes»           | Kenneth "Babyface" Edmonds | Edmonds             | 4:37         |
| 15.                 | «Bye Bye Bye» (Teddy Riley Club Mix) | Lundin Shulze Carlsson     | Lundin Shulze       | 5:30         |
| Общая длительность: | Общая длительность:                  | Общая длительность:        | Общая длительность: | 59:40        |

| №                   | Название                   | Автор(ы)               | Producer(s)         | Длительность |
| ------------------- | -------------------------- | ---------------------- | ------------------- | ------------ |
| 13.                 | «I'll Never Stop»          | Lundin Martin Kronlund | Lundin              | 3:26         |
| 14.                 | «If Only in Heaven's Eyes» | Edmonds                | Edmonds             | 4:37         |
| 15.                 | «Could It Be You»          | Skinner Renn           | Renn                | 3:41         |
| Общая длительность: | Общая длительность:        | Общая длительность:    | Общая длительность: | 57:51        |

| №                   | Название             | Автор(ы)               | Producer(s)         | Длительность |
| ------------------- | -------------------- | ---------------------- | ------------------- | ------------ |
| 13.                 | «I'll Never Stop»    | Lundin Martin Kronlund | Lundin              | 3:26         |
| 14.                 | «If I'm Not the One» | Wikstrom Thomander     | Carolla Ries        | 3:21         |
| 15.                 | «Yo Te Voy Amar»     | Marx                   | Marx                | 4:48         |
| Общая длительность: | Общая длительность:  | Общая длительность:    | Общая длительность: | 57:42        |

## Чарты
| Чарт (2000)                         | Высшая позиция |
| ----------------------------------- | -------------- |
| Австралия (ARIA)                    | 3              |
| Австрия (Ö3 Austria)                | 16             |
| Бельгия/Фландрия (Ultratop)         | 8              |
| Канада (Canadian Albums Chart)      | 1              |
| Дания (Hitlisten)                   | 12             |
| Нидерланды (Album Top 100)          | 6              |
| Европа (Billboard)                  | 12             |
| Финляндия (Suomen virallinen lista) | 14             |
| Германия (Offizielle Top 100)       | 16             |
| Венгрия (MAHASZ)                    | 15             |
| Исландия (Tonlist)                  | 26             |
| Ирландия (IRMA)                     | 27             |
| Италия (Classifica album)           | 26             |
| Япония (Oricon)                     | 19             |
| Малайзия (IFPI)                     | 1              |
| Новая Зеландия (RMNZ)               | 12             |
| Норвегия (VG-lista)                 | 12             |
| Шотландия (Scottish Albums Chart)   | 22             |
| Испания (Promusicae)                | 32             |
| Швеция (Sverigetopplistan)          | 22             |
| Швейцария (Schweizer Hitparade)     | 7              |
| Великобритания (UK Albums Chart)    | 14             |
| США (Billboard 200)                 | 1              |

## Сертификации
| Регион | Сертификация   | Продажи                                                                           |
| --- | -------------- | --------------------------------------------------------------------------------- |
| Аргентина (CAPIF) | Платиновый     | 60 000^                                                                           |
| Австралия (ARIA) | Платиновый     | 70 000^                                                                           |
| Бразилия (ABPD) | Золотой        | 100 000*                                                                          |
| Канада (Music Canada) | Бриллиантовый  | 1 000 000^                                                                        |
| Германия (BVMI) | Золотой        | 150 000^                                                                          |
| Япония (RIAJ) | Золотой        | 100 000^                                                                          |
| Мексика (AMPROFON) | Золотой        | 75 000^                                                                           |
| Нидерланды (NVPI) | Золотой        | 40 000^                                                                           |
| Новая Зеландия (RMNZ) | Платиновый     | 15 000^                                                                           |
| Испания (PROMUSICAE) | Золотой        | 50 000^                                                                           |
| Великобритания (BPI) | Золотой        | 159,000                                                                           |
| США (RIAA) | 11× Платиновый | 14,500,000. В США с учётом клубных продаж в сумме продано более 14 500 000 копий. |
| * Данные о продажах приведены только на основе сертификации. ^ Данные о тиражах приведены только на основе сертификации. |                |                                                                                   |